# انسداد محیط (رندرینگ)

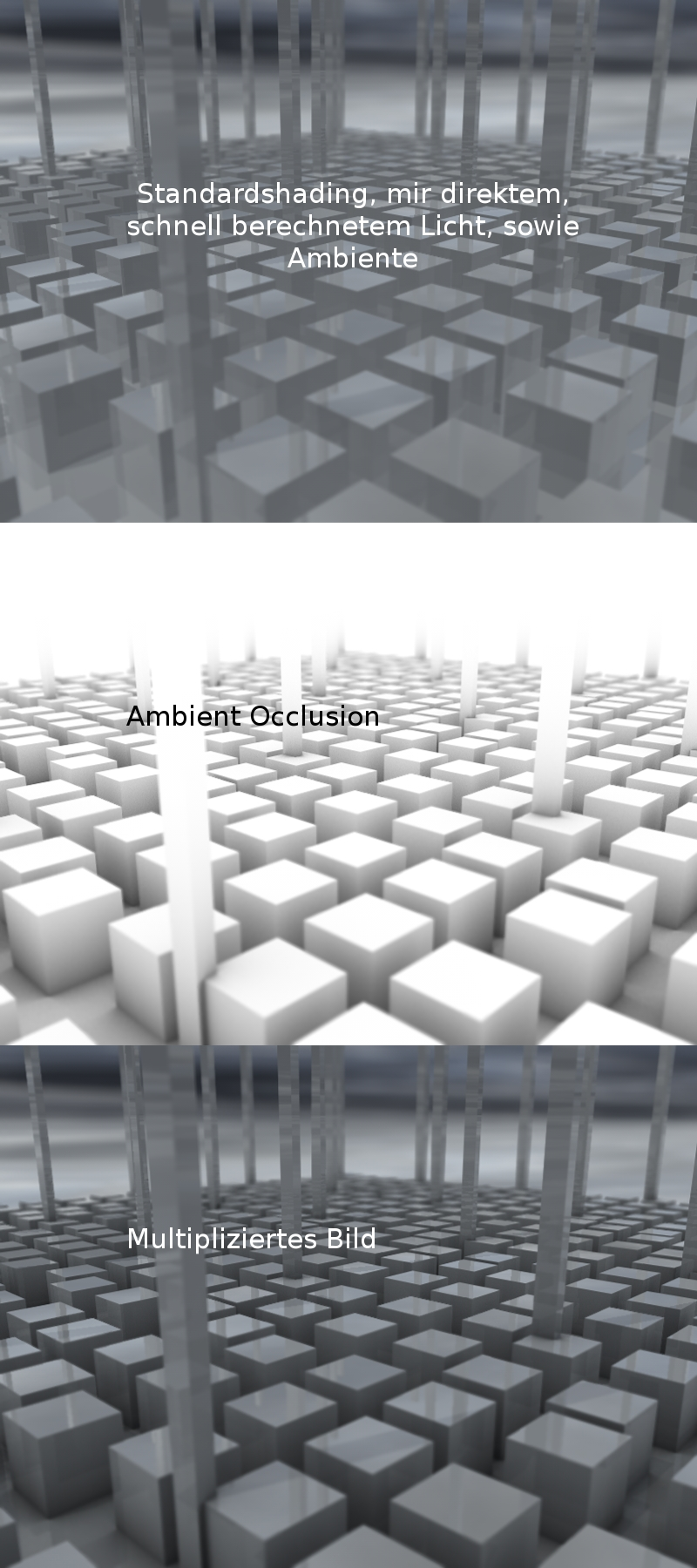
نقشه انسداد محیط (AO) در این صحنه که تصویر وسط می‌باشد، فقط گوشه‌های مرکزی زاویه‌ها را تاریکتر می‌کند.

در گرافیک رایانه‌ای سه‌بعدی، انیمیشن، سایه زنی و رندرینگ، انسداد محیط (به انگلیسی: Ambient occlusion) روشی برای تشخیص و تعیین میزان قرار گرفتن یک نقطه در معرض نور محیط می‌باشد. برای مثال نور محیط برای ورود به داخل یک لوله بیشتر از سطح خارجی آن دچار انسداد و گرفتگی می‌شود (و در نتیجه تاریکتر می‌باشد).
انسداد محیط را می‌توان به صورت مقدار دسترسی مشاهده کرد که برای هر نقطه محاسبه می‌شود. در محیط‌های با آسمان قابل مشاهده، این کار با تخمین میزان مشاهده آسمان از هر نقطه قابل محاسبه است، در حالیکه برای فضاهای بسته، فقط اشیایی که در شعاع مشخصی هستند در نظر گرفته شده و فرض می‌شود دیوارها منبع نور هستند. نتیجه این کار یک افکت سایه زنی غیر-جهت دارِ واپخشی بوده که سایه دقیق و مشخصی ایجاد نمی‌کند و فقط محیط را تاریکتر کرده و می‌تواند تاریکی کلی رندر را تحت تأثیر قرار دهد. این کار معمولاً به عنوان یک افکت در پس پردازش انجام می‌شود.